# Streptocarpus lokohensis
Streptocarpus lokohensis är en tvåhjärtbladig växtart som beskrevs av Jean-Henri Humbert. Streptocarpus lokohensis ingår i släktet Streptocarpus och familjen Gesneriaceae. Inga underarter finns listade i Catalogue of Life.